# Kathleen McNerney
Kathleen McNerney és una professora, crítica literària i traductora nascuda a Albuquerque, Nou Mèxic (Estats Units).
És professora emèrita d'estudis hispànics i estudis de dones a la Universitat de West Virginia. Les seves publicacions inclouen literatura llatinoamericana, castellana i francesa, però la majoria se centren en les escriptores catalanes. Coeditora de Double Minorities of Spain (MLA, 1994), també ha editat col·leccions d'articles sobre Mercè Rodoreda i ha compilat una bibliografia crítica de Rodoreda. Ha traduït quatre novel·les i moltes històries, assaigs i poemes. Acaba d'enllestir una traducció d'històries i un monòleg de Caterina Albert, que publicarà la MLA (Modern Language Association). El 1990 va rebre el Premi Internacional Catalònia de l'Institut d'Estudis Catalans per la seva recerca sobre la literatura catalana del XV.